# Moelleria drusiana
Moelleria drusiana är en snäckart som beskrevs av Dall 1919. Moelleria drusiana ingår i släktet Moelleria och familjen turbinsnäckor. Inga underarter finns listade i Catalogue of Life.